# Aero California
Aero California – nieistniejąca meksykańska linia lotnicza z siedzibą w La Paz, w stanie Baja California. Głównym węzłem był Port lotniczy Meksyk-Benito Juarez.